# МАЗ-3650
МАЗ-3650 (МАЗ-365, МАЗ-365022) — белорусский малотоннажный грузовой автомобиль (грузовой фургон), собираемый из машинокомплектов компании JAC Motors на Брестском машиностроительном заводе, входящем в холдинг «БелавтоМАЗ». Пассажирская модификация — МАЗ-281. В перспективе рассматривается возможность локализации производства узлов и компонентов на территории Республики Беларусь.

## История
В СМИ МАЗ-3650 и МАЗ-281 неоднократно называют «первыми белорусскими микроавтобусами», хотя в 2010 году автозавод презентовал модели МАЗ-181 и МАЗ-182.
Первая информация о белорусско-китайском проекте сборки однотипных пассажирских микроавтобусов и грузовых фургонов на незадействованных мощностях структурных подразделений холдинга «БелавтоМАЗ» появилась в 2016—2017 годах. В ноябре 2017 года было названо место сборки из машинокомплектов — завод «Брестмаш» (МАЗ-181 и МАЗ-182 собирали на заводе «Могилёвтрансмаш»), а также модель фургона — JAC Sunray. В 2018 году появились первые чертежи фургонов. Минский автомобильный завод должен был реализовывать новую продукцию под своим брендом через свою товаропроводящую сеть.
МАЗ-365022 был официально представлен на выставке «БАМАП-2019» 30 мая 2019 года в Минске.

## Конструкция
Ожидается, что микроавтобус будет производиться как в стандартном (длина — 6000 мм, колёсная база — 3570 мм), так и в укороченном варианте (4900 мм и 2960 мм соответственно), а также в варианте с низкой крышей (2340 мм вместо 2800 мм). По состоянию на 30 мая 2019 года завод-изготовитель начал сборку модификации МАЗ-365022 с колёсной формулой 4x2.
Категория автомобиля — N2.
Двигатель — турбодизельный 4-цилиндровый JAC HFC4DE1-1D объёмом 2746 см³ и мощностью 149,5 л.с. (при 3200 об/мин). Экологический класс двигателя — Евро-5.